# Sincosit
Sincosit (IMA-Symbol  Scs) ist ein selten vorkommendes Mineral aus der Mineralklasse der „Phosphate, Arsenate und Vanadate“ mit der chemischen Zusammensetzung Ca(VO)2(PO4)2(H2O)3·H2O und damit chemisch gesehen ein wasserhaltiges Calcium-Vanadium(IV)-Phosphat.
Sincosit kristallisiert im tetragonalen Kristallsystem und entwickelt durchsichtige bis durchscheinende Kristalle mit einem dünntafeligen, quadratischen bis rechteckigen Habitus. Die Oberflächen der hell- bis olivgrünen oder bläulich- bis bräunlichgrünen Kristalle zeigen in frischem Zustand einen glasähnlichen Glanz, der bei teilweisem Wasserverlust in einen schwach metallischen Glanz übergeht. Auch die Strichfarbe des Minerals ist grün.
Mit einer Mohshärte von 1 bis 2 gehört Sincosit zu den weichen Mineralen, die sich ähnlich wie die Referenzminerale Talk (Härte 1) und Gips (Härte 2) mit dem Fingernagel ritzen lassen.

## Etymologie und Geschichte
Erstmals entdeckt wurde das Mineral in Mineralproben aus dem Distrikt Sincos in der peruanischen Provinz Jauja. Die Analyse und Erstbeschreibung erfolgte 1922 durch Waldemar Theodore Schaller, der das Mineral nach dessen Typlokalität benannte.
Da der Sincosit bereits lange vor der Gründung der International Mineralogical Association (IMA) bekannt und als eigenständige Mineralart anerkannt war, wurde dies von ihrer Commission on New Minerals, Nomenclature and Classification (CNMNC) übernommen und bezeichnet den Sincosit als sogenanntes „grandfathered“ (G) Mineral. Die ebenfalls von der IMA/CNMNC anerkannte Kurzbezeichnung (auch Mineral-Symbol) von Sincosit lautet „Scs“.
Das Typmaterial des Minerals wird im Harvard Mineralogical Museum der Harvard University in Cambridge, Massachusetts unter den Katalog-Nummern 99139 und 101699 (T), im National Museum of Natural History (NMNH) in Washington, D.C. unter der Katalog-Nummer 95056 (T) und in der Mines ParisTech (auch École nationale supérieure des mines, ENSM)  unter der Katalog-Nummer  51001 (CT) aufbewahrt.

## Klassifikation
Bereits in der veralteten 8. Auflage der Mineralsystematik nach Strunz gehörte der Sincosit zur Mineralklasse der „Phosphate, Arsenate und Vanadate“ und dort zur Abteilung der „Wasserhaltige Phosphate, Arsenate und Vanadate mit fremden Anionen“, wo er zusammen mit Abernathyit, Meta-Ankoleit, Meta-Autunit, Metabassetit (diskreditiert, da identisch mit Bassetit), Metaheinrichit, Metakahlerit, Metakirchheimerit, Metanatroautunit, Metanatrouranospinit, Metanováčekit, Metatorbernit, Metauramphit (Q), Metauranocircit, Metauranospinit, Metazeunerit und Trögerit die „Meta-Uranit-Reihe“ mit der System-Nr. VII/D.20b innerhalb der „Uranit-Gruppe“ (Uranglimmer; VII/D.20) bildete.
Im zuletzt 2018 überarbeiteten und aktualisierten Lapis-Mineralienverzeichnis nach Stefan Weiß, das sich aus Rücksicht auf private Sammler und institutionelle Sammlungen noch nach dieser alten Form der Systematik von Karl Hugo Strunz richtet, erhielt das Mineral die System- und Mineral-Nr. VII/E.03-010. In der „Lapis-Systematik“ entspricht dies der neu definierten Abteilung „Uranyl-Phosphate/Arsenate und Uranyl-Vanadate mit [UO2]2+–[PO4]/[AsO4]3− und [UO2]2+–[V2O8]6−, mit isotypen Vanadaten (Sincositreihe)“, wo Sincosit zusammen mit Bariosincosit die unbenannte Gruppe VII/E.03 bildet.
Die von der International Mineralogical Association (IMA) zuletzt 2009 aktualisierte 9. Auflage der Strunz’schen Mineralsystematik ordnet den Sincosit dagegen wie die veraltete 8. Auflage in die Abteilung der „Phosphate usw. ohne zusätzliche Anionen; mit H2O“ ein. Diese ist allerdings weiter unterteilt nach der relativen Größe der beteiligten Kationen, so dass das Mineral entsprechend seiner Zusammensetzung in der Unterabteilung „Ausschließlich mit großen Kationen“ zu finden ist, wo es ebenfalls zusammen mit Bariosincosit die nach ihm benannte „Sincositgruppe“ mit der System-Nr. 8.CJ.65 bildet.
Auch die vorwiegend im englischen Sprachraum gebräuchliche Systematik der Minerale nach Dana ordnet den Sincosit in die Klasse der „Phosphate, Arsenate und Vanadate“ und dort in die Abteilung der „Wasserhaltige Phosphate etc., mit Hydroxyl oder Halogen“ ein. Hier ist er zusammen mit Bariosincosit und Phosphovanadylit in der „Sincositgruppe“ mit der System-Nr. 42.11.19 innerhalb der Unterabteilung „Wasserhaltige Phosphate etc., mit Hydroxyl oder Halogen mit (AB)4(XO4)3Zq × x(H2O)“ zu finden.

## Chemismus
In der (theoretisch) idealen, stoffreinen Verbindung von Sincosit (Ca(VO)2(PO4)2(H2O)3·H2O) besteht das Mineral im Verhältnis aus je einem Teil Calcium (Ca), zwei Teilen Vanadium (V) und Phosphor (P), 14 Teilen Sauerstoff (O) und acht Teilen Wasserstoff (H). Dies entspricht einem Massenanteil (Gewichtsprozent) von 9,19 Gew.-% Ca, 23,37 Gew.-% V, 14,21 Gew.-% P, 51,38 Gew.-% O und 1,85 Gew.-% H oder in der Oxidform 12,35 Gew.-% Calciumoxid (CaO),  36,54 Gew.-% V2O4, 31,27 Gew.-% Phosphorpentoxid (P2O5) und 19,84 Gew.-% H2O.
Die Analyse der natürlichen Mineralbildung am Typmaterial aus Sincos in Peru ergab eine nur gering abweichende Zusammensetzung von 12.1 Gew.-% CaO, 36,3 Gew.-% V2O4, 31,7 Gew.-% P2O5 und 19,9 Gew.-% H2O. Noch näher an der idealisierten Zusammensetzung waren die untersuchten Proben aus den Black Hills in South Dakota mit 12,51 Gew.-% CaO, 36,44 Gew.-% V2O4, 31,37 Gew.-% P2O5 und einem berechneten Restanteil Wasser von [19,68] Gew.-%.

## Kristallstruktur
Den 1985 publizierten Analysen von Michael E. Zolensky zufolge kristallisiert Sincosit tetragonal mit den Gitterparametern a = 8,895(3) Å und c = 12,727(2) Å sowie zwei Formeleinheiten pro Elementarzelle. Die Raumgruppe konnte zwar nicht bestimmt werden, aber Sincosit soll isostrukturell mit Meta-Autunit sein.
H. Y. Kang, W. C. Lee, S. L. Wang gelang allerdings 1992 die synthetische Darstellung von vierschichtigen Vanadylphosphat(IV)-Hydraten der allgemeinen Formel A(VO)2·4H2O mit A = Co, Ca, Sr und Pb, wobei die Verbindung mit Calcium als Polymorph des Minerals Sincosit angesehen wird. Dieses ist von trikliner Symmetrie und kristallisiert in der Raumgruppe P1 (Raumgruppen-Nr. 1) mit den Gitterparametern a = 6,3484(8) Å; b = 6,350(1) Å; c = 6,597(1) Å; α = 106,81(2)°; β = 94,09(1)° und γ = 90,02(1)° sowie einer Formeleinheit pro Elementarzelle.

## Bildung und Fundorte

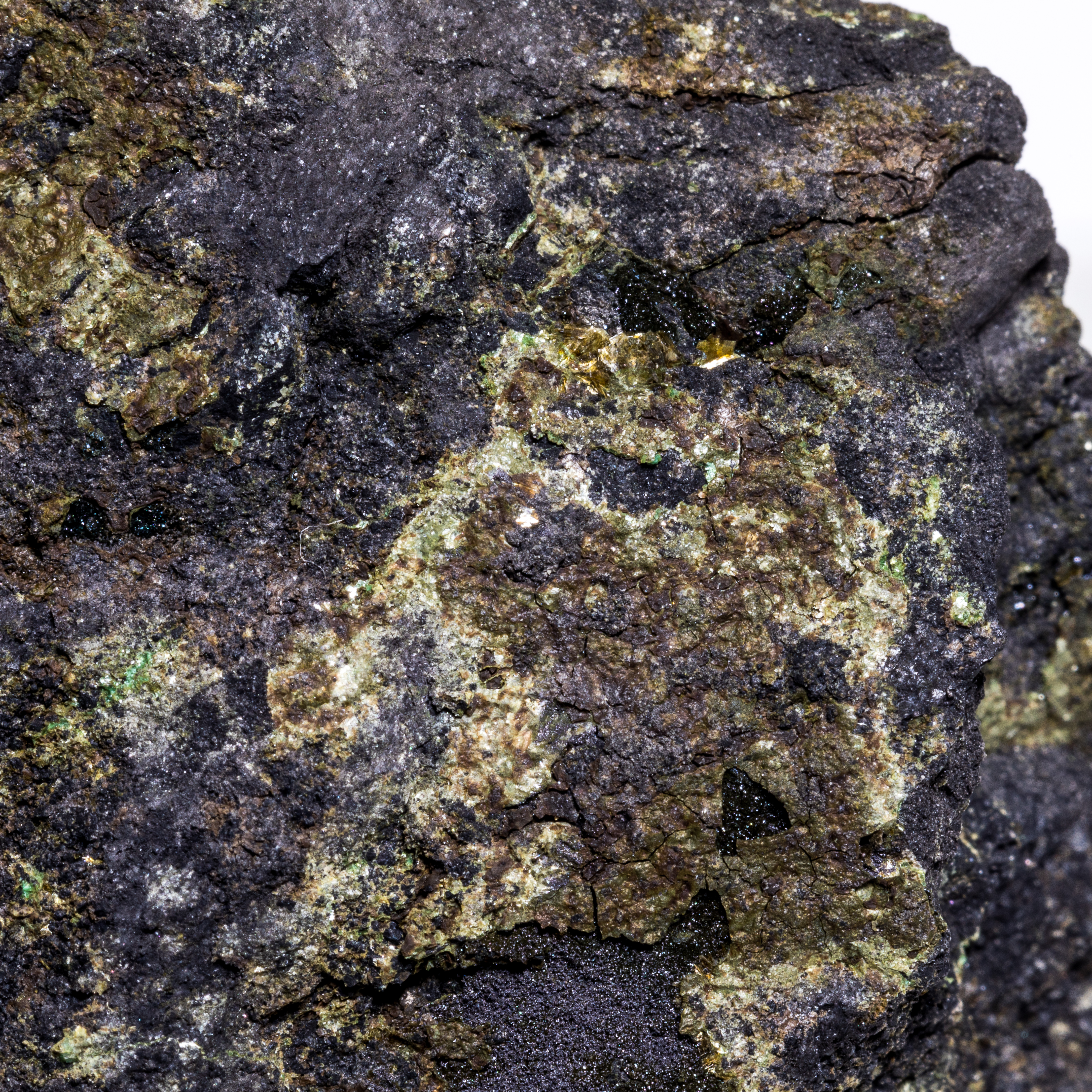
Phosphovanadylit-Ca (dunkelgrünlichbraun) mit Sincosit (hellgrün) aus der South-Rasmussen-Mine, Soda Springs, Caribou County, Idaho

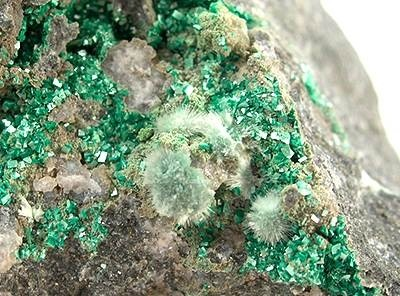
Tafelige Sincositkristalle (grün) und nadelförmige, radialstrahlig-kugelige Minyulit-Aggregate auf Matrix aus der Ross Hannibal Mine, Distrikt Lead, Lawrence County, South Dakota

Sincosit bildet Äderchen in schwarzen, kohlenstoffhaltigen Schiefern. An seiner Typlokalität und bisher einzigem bekannten Fundort in Peru im Bezirk Sincos trat er in Paragenese mit Gips auf.
Als seltene Mineralbildung konnte Sincosit nur an wenigen Orten nachgewiesen werden, wobei weltweit bisher 12 Vorkommen dokumentiert sind (Stand 2023).
Der bisher einzige bekannte Fundort in Deutschland ist die Absetzerhalde des Urantagebaus Lichtenberg bei Ronneburg in Thüringen.
Weitere Fundorte sind bisher nur noch in den Vereinigten Staaten von Amerika bekannt. In Arkansas trat das Mineral in der Union Carbide Mine bei Wilson Springs (Garland County), in Idaho bei Bloomington (Bear Lake County) sowie in der Enoch Valley Mine nahe dem Blackfoot River und der South Rasmussen Ridge Phosphat-Mine (hier in Paragenese mit Phosphovanadylit-Ca) bei Soda Springs, in Nevada in der Gold Quarry Mine nahe dem Maggie Creek und in der Carlin Goldmine bei Elko, in New Mexico in der Jackpile Mine (auch Jackpile-Paguate) bei Laguna und in South Dakota in der Ross Hannibal Mine (auch North Star Mine, Hannibal Mine oder Mikado Mine) im Bergbaubezirk Lead. In der Ross Hannibal Mine fand sich zudem Minyulit als weiteres Begleitmineral (Paragenese).